# ルイス・アルバート・ネッカー

ネッカーの立方体

ルイス・アルバート・ネッカー（スイスドイツ語：Louis Albert Necker、1786年4月10日 - 1861年11月20日）は、スイスのジュネーヴ出身の結晶学者、地質学者。
1810年よりジュネーヴ大学の教授を務め、1832年、立法形の結晶を観察している最中、偶然にも上下が反転することに気づき、図にしてみると結晶ではなく、自分の視覚のほうが変化していたことを発見する。これにより、錯視の立方体であるネッカーの立方体を考案したことで名高い。
熱心な登山家で後半生はスコットランドで過ごし、1861年11月20日にポートリーで没した。